# Liliensztern
Liliensztern (Liliensternus) – rodzaj teropoda z grupy celofyzoidów (Coelophysoidea). Gatunkiem typowym jest L. liliensterni, nazwany w 1934 roku przez Friedricha von Huenego na cześć niemieckiego paleontologa Hugona Rühlego von Liliensterna. Huene opisał go na podstawie skamieniałości z Knollenmergel w Turyngii i zaklasyfikował do rodzaju Halticosaurus. Szczątki lilienszternów mogą pochodzić również z Frick w Szwajcarii. Liliensternus liliensterni żył w późnym triasie, w noryku.W 1984 roku Samuel Paul Welles przeniósł L. liliensterni do odrębnego rodzaju Liliensternus. W 1993 roku Gilles Cuny i Peter Galton opisali gatunek L. airelensis z retyku-hettangu Normandii. Niektórzy autorzy wspierali hipotezę o siostrzanych relacjach pomiędzy tymi gatunkami, podczas gdy inni wątpili w nią, niekiedy uważając L. airelensis za nomen dubium możliwe do przypisania jedynie do Coelophysoidea. Rauhut oraz Tykoski i Rowe uznali L. liliensterni za metatakson. W 2007 roku Ezcurra i Cuny stwierdzili, że cechy uznawane przez niektórych naukowców za łączące te dwa gatunki są szerzej rozprzestrzenione wśród celofyzoidów i przenieśli L. airelensis do odrębnego rodzaju Lophostropheus, który według przeprowadzonej przez nich analizy kladystycznej jest bliżej spokrewniony z Coelophysidae niż z L. liliensterni.Liliensztern jest najlepiej reprezentowany w zapisie kopalnym spośród znanych europejskich triasowych teropodów. Jest też jednym z największych – długość jednego z syntypów szacuje się na ponad 5 m, przy czym obecność jedynie dwóch zrośniętych kręgów krzyżowych oraz widoczne szwy pomiędzy łukiem nerwowym a centrum kręgu sugerują, że skamieniałości te należą do osobnika, który nie zakończył jeszcze wzrostu.